# Le Bocasse
Le Bocasse település Franciaországban, Seine-Maritime megyében. Lakosainak száma 655 fő (2022. január 1.). Le Bocasse Beautot, Butot, Clères, La Houssaye-Béranger, Saint-Ouen-du-Breuil és Sierville községekkel határos.

## Népesség
A település népességének változása:
| Lakosok száma | 699  | 679  | 681  | 666  | 665  | 659  | 657  | 656  | 655  |
|               | 2013 | 2015 | 2016 | 2017 | 2018 | 2019 | 2020 | 2021 | 2022 |